# Erica Pong
Erica Pong (* 8. Dezember 1989) ist eine australische Badmintonspielerin. 

## Karriere
Erica Pongs erster größerer internationaler Erfolg datiert aus dem Jahr 2006, als sie Dritte bei den Ballarat International wurde. Bei den Australian Open des gleichen Jahres wurde sie jeweils 17. im Doppel und im Einzel. 2010 nahm sie an der Damenmannschaftsweltmeisterschaft teil. Im gleichen Jahr gewann sie auch Silber bei der Ozeanienmeisterschaft und das Dameneinzel bei den Canterbury International.